# Francisco Javier Álvarez Maristany
Francisco Javier Álvarez Maristany, conegut com a Maristany, (La Corunya, 27 de març de 1929 - La Corunya, 29 de desembre de 1996) fou un futbolista gallec de la dècada de 1950.

## Trajectòria
Maristany començà a destacar a la UD Orensana a Segona Divisió, i al Deportivo de La Coruña, ja a Primera. El 1952 fitxà pel FC Barcelona, però no gaudí de gaire minuts, amb només 5 partits de lliga disputats. La primera temporada guanyà la lliga i la copa espanyoles. Al cap de dues temporades, el 1954 ingressà les files del Racing de Santander, on jugà a Primera i a Segona divisió. Finalitzà la seva carrera a la Gimnástica de Torrelavega.

## Palmarès
- Lliga espanyola:
  - 1952-53
- Copa espanyola:
  - 1952-53
- Copa Eva Duarte:
  - 1952, 1953